# Curtipleon
Curtipleon är ett släkte av kräftdjur. Curtipleon ingår i familjen Metapseudidae.
Kladogram enligt Catalogue of Life:
| Curtipleon | \| \| Curtipleon carinatoides \| \| \| \| \| \| Curtipleon carinatus \| \| \| \| |
|            | \| \| Curtipleon carinatoides \| \| \| \| \| \| Curtipleon carinatus \| \| \| \| |
|            | Apseudomorpha                                                                    |
|            |                                                                                  |
|            | Calozodion                                                                       |
|            |                                                                                  |
|            | Cryptapseudes                                                                    |
|            |                                                                                  |
|            | Cyclopoapseudes                                                                  |
|            |                                                                                  |
|            | Metapseudes                                                                      |
|            |                                                                                  |
|            | Synapseudes                                                                      |
|            |                                                                                  |
|            | Curtipleon carinatoides                                                          |
|            |                                                                                  |
|            | Curtipleon carinatus                                                             |
|            |                                                                                  |

|  | Curtipleon carinatoides |
|  |                         |
|  | Curtipleon carinatus    |
|  |                         |